# 瑞穂産業
瑞穂産業株式会社（みずほさんぎょう）は、愛媛県今治市地堀に本社を置く日本の海運会社。

## 概要
船舶を所有し、海運会社に貸し出す船舶賃貸業（船主）を営んでいる。
1947年に越智鶴亀が創業し、親類が共同で出資し機帆船（石炭船）を所有したのが始まりである。現在はケープサイズの船舶を中心に40隻弱を保有している。

## 沿革
- 1947年 - 越智鶴亀が創業[4]。
- 1960年 - 「瑞穂産業株式会社」設立[2]。
- 1967年 - 5200トン積みの近海船「瑞慶丸」（東慶海運との共有船）竣工[5]。
- 1970年 - 内航船を売却[6]。以後、事業を外航船にシフト。
- 1972年 - 外国人船員の配乗開始[7]。8000トン積み遠洋船「ASIAN PHOENIX」竣工。
- 1974年 - 320個積みコンテナ船竣工[7]。
- 1998年 - 第一中央汽船から18万8000トン積みのケープサイズバルカー「葛城丸」を購入[8]。
- 2007年 - LPG船「BW BROKER」竣工[9]
- 2008年 - 自動車運搬船「PLEIADES SPIRIT」竣工[9]。
- 2010年 - 日本郵船が運航する初の30万トン型鉱石船「OITA MARU」竣工[10]。